# Jędza (skała)
Jędza – skała na wzniesieniu Kołaczyk w miejscowości Kroczyce w województwie śląskim, w powiecie zawierciańskim, w gminie Kroczyce. Wzniesienie Kołaczyk należy do tzw. Skał Kroczyckich i znajduje się w obrębie rezerwatu przyrody Góra Zborów na Wyżynie Częstochowskiej.
Jędza to wapienna skała znajdująca się w lesie na wschodnim stoku Kołaczyka, zaraz za skałą Ptak. Ma kształt słupa o wysokości do 14 m i pionowych lub przewieszonych ścianach z okapem. Na Jędzy jest 6 dróg wspinaczkowych o trudności od IV do VI.4 w skali Kurtyki, oraz dwa projekty. 4 trudniejsze drogi są obite ringami i mają stanowiska zjazdowe, na pozostałych wspinaczka tradycyjna (trad).
1. Projekt
2. Uśmiech kretyna; VI.2+, 6r + st

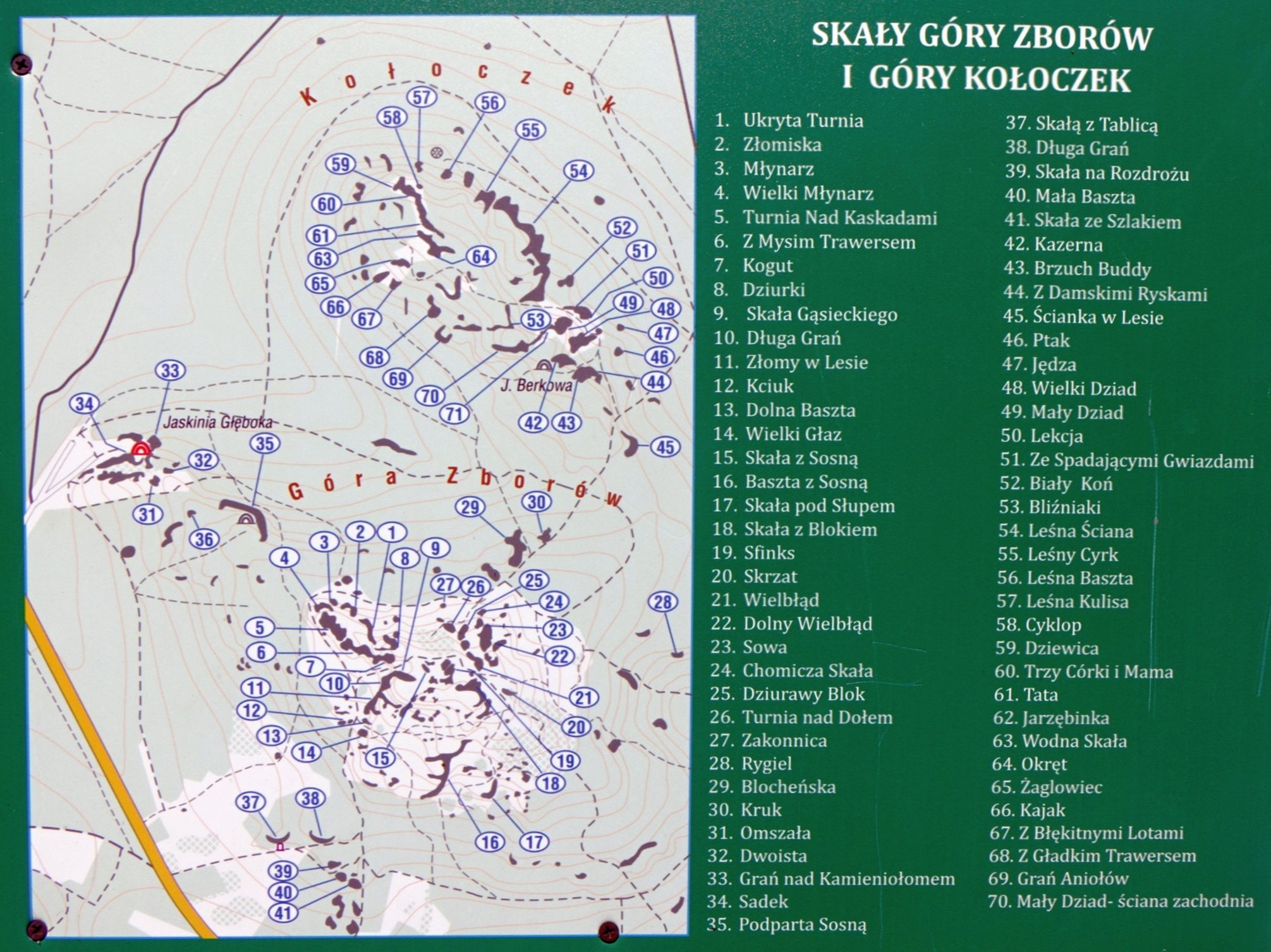
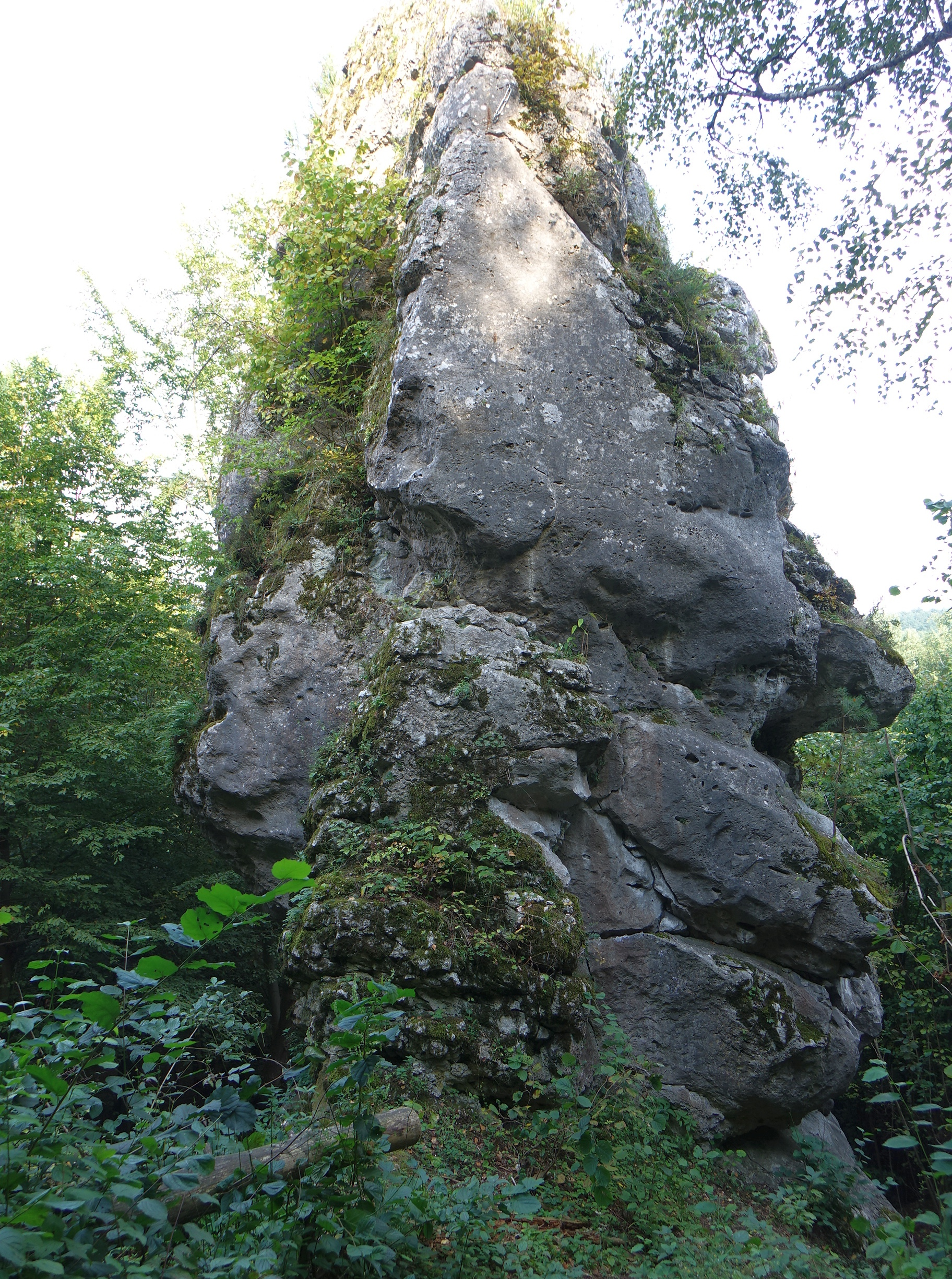
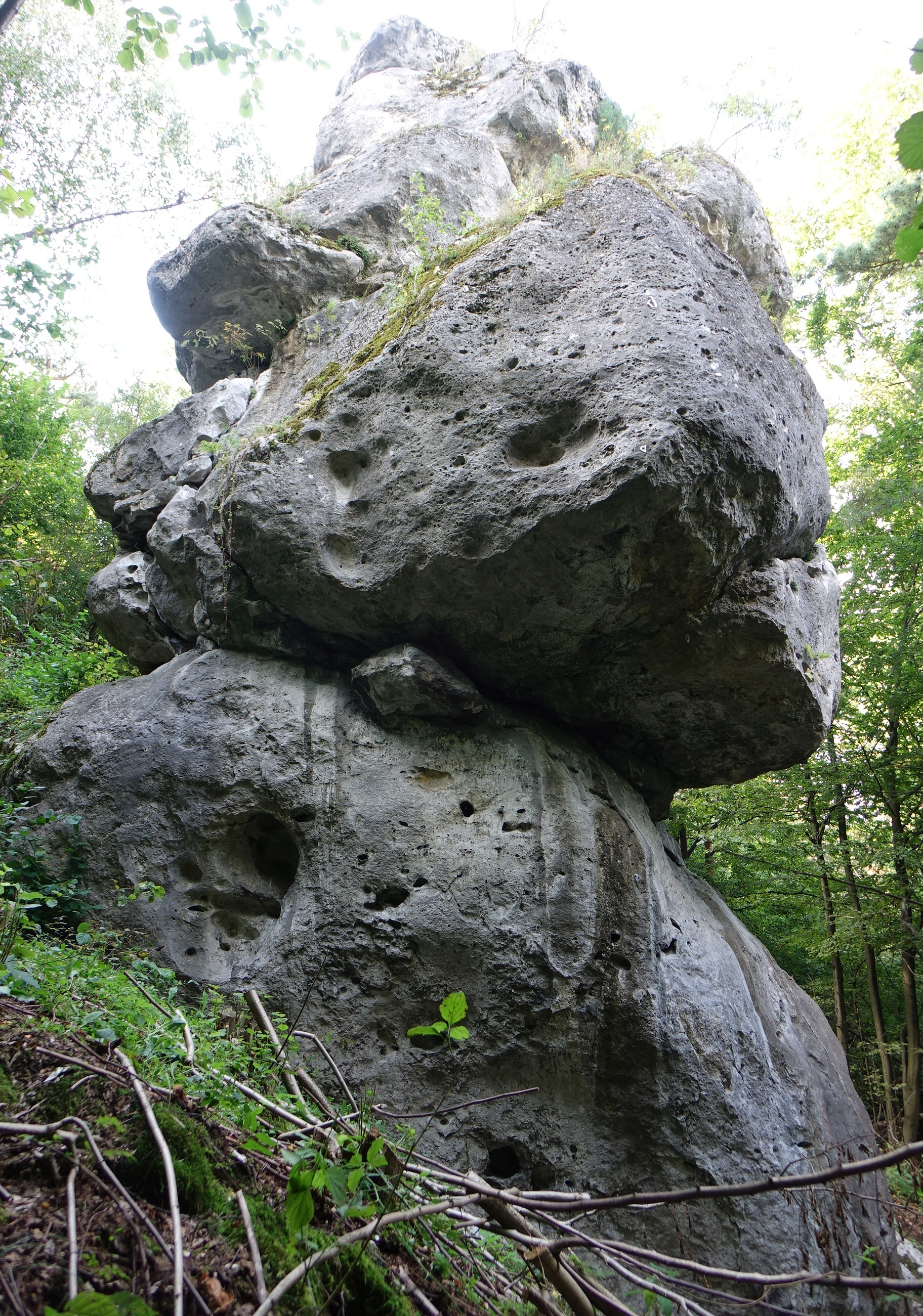
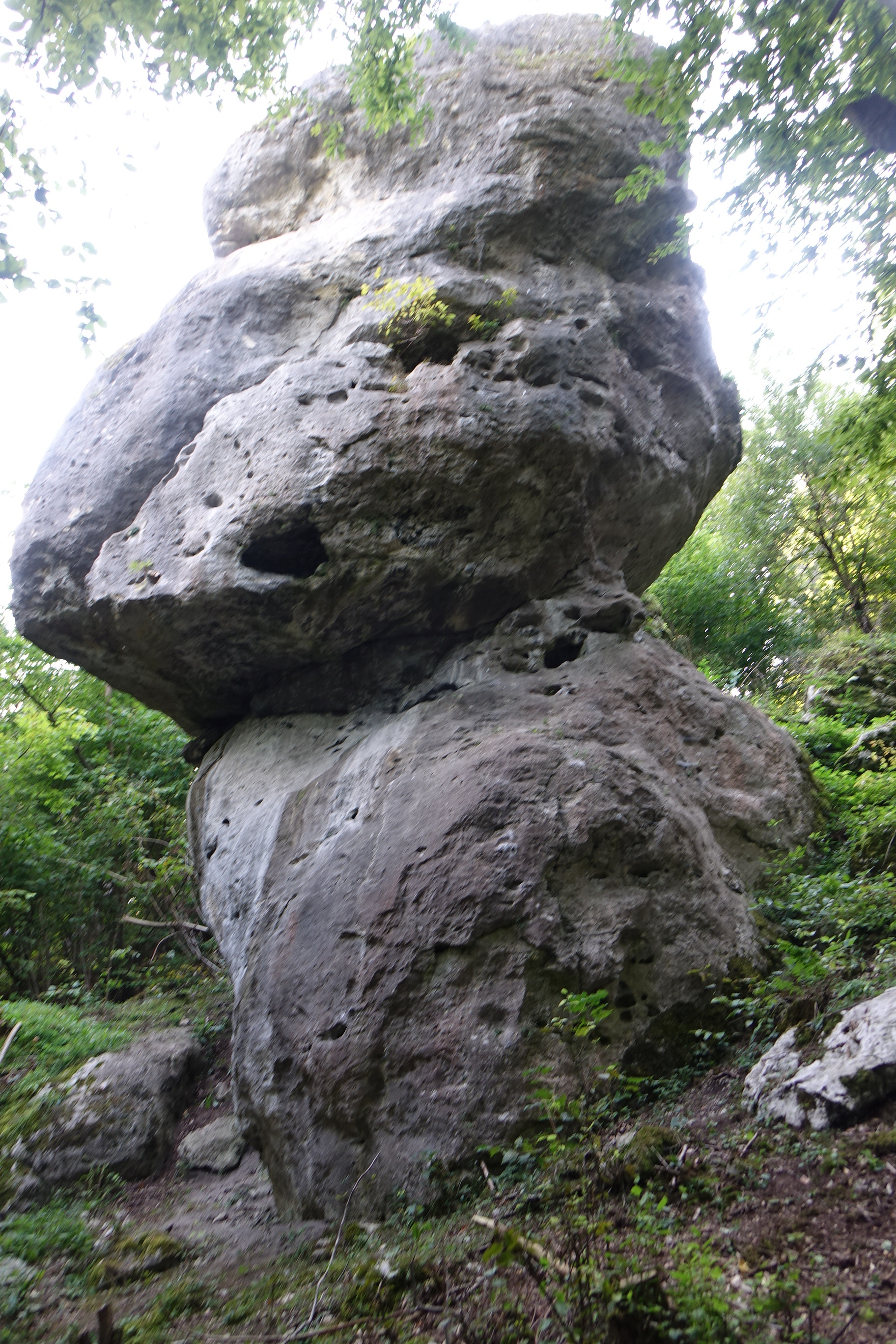
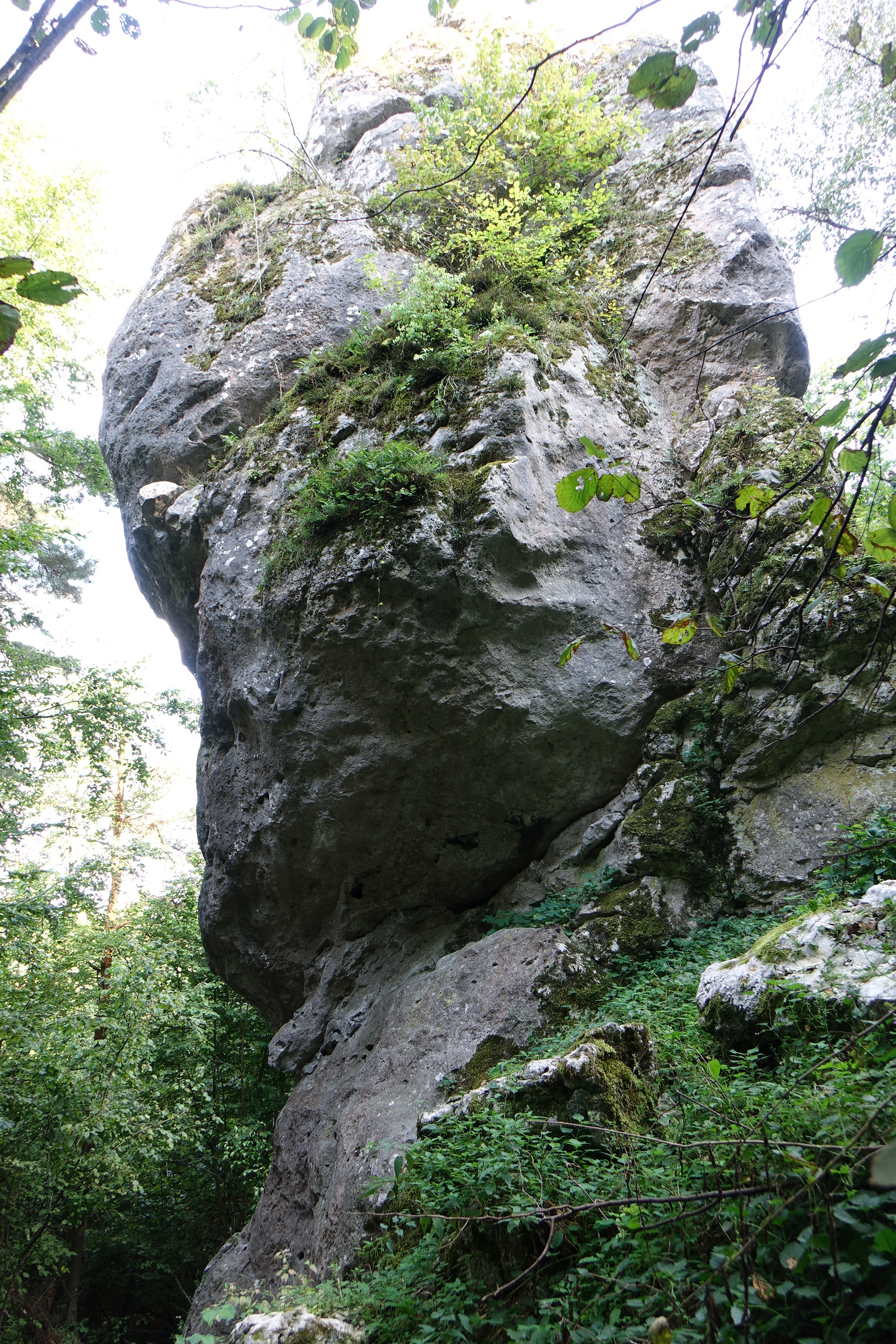

3. Żelkowy terminator; VI.3+/4, 8r + st
4. Żelowy klarnet; VI.3+, 6 r + st
5. Droga wejściowa; IV, trad
6. Wschodnia ściana; IV, trad
7. Dla Asi; VI.1, trad
8. Projekt

Skała Jędza nazywana była również Babą i od tego pochodzi nazwa jaskini Awen między Babą a Ptakiem, znajdującej się pomiędzy tymi skałami.